# Christian Dussey
Pour les articles homonymes, voir Robert Dussey.
Christian Dussey, né en 1965 à Sion (Valais), est un diplomate suisse et depuis avril 2022 directeur du Service de renseignement de la Confédération.

## Biographie

### Origines, études et famille
Christian Dussey naît en 1965 à Sion, dans le canton du Valais. Il grandit à Montana.
Il obtient une licence en sciences économiques et sociales à l'Université de Fribourg en 1990, avec un séjour à la School of Foreign Service de l'Université jésuite de Georgetown de Washington. Il déroche plus tard une maîtrise en relations internationales à la Fletcher School of Law and Diplomacy de l'Université de Boston en 2003,.
Il est marié,.

### Parcours professionnel
Après cinq ans comme analyste pour le service de renseignement stratégique du Département fédéral de la défense, de la protection de la population et des sports, il est muté au Département fédéral des affaires étrangères (DFAE) en 1996,. Il devient en 1999 collaborateur diplomatique de Ruth Dreifuss, alors présidente de la Confédération,.
En 2000, il est muté à la mission diplomatique à Moscou en tant que conseiller. Il revient à Berne en 2004, où il prend la tête de la section Sécurité internationale au sein de la Direction politique du DFAE. Il est chef suppléant du département politique VI (Suisses de l'étranger) à partir de 2008, puis chef du Centre de gestion des crises au DFAE à partir de 2010, avec le titre d'ambassadeur. Il participe à ce titre à la libération des otages suisses Daniela Widmer et David Och qui ont été enlevés par les talibans au Pakistan,.
Au cours de l'année universitaire 2012/2013, il est Fellow à Harvard University. Il est nommé directeur du Centre de politique de sécurité de Genève, avec le titre d'ambassadeur, à compter du 1er août 2013, puis ambassadeur de Suisse en Iran à compter du 11 décembre 2020.
Il a le grade d'officier d'état-major général au sein de l'armée,.
Le 10 novembre 2021, à la demande de la conseillère fédérale Viola Amherd, le Conseil fédéral le nomme directeur du Service de renseignement de la Confédération à compter du 1er avril 2022. Il succède à Jean-Philippe Gaudin à ce poste.